# Josef Karl Homma
Josef Karl Homma (* 17. Februar 1891 in Reichenau, Böhmen; † 22. Februar 1966 in Eisenstadt) war ein österreichischer Autor historischer Schriften und von 1945 bis 1958 Direktor des Landesarchivs, der Landesbibliothek sowie der landeskundlichen Forschungsstelle des Burgenlandes.

## Leben
Homma absolvierte das Gymnasium an den theologischen Anstalten in Mautern in Steiermark und Linz und studierte danach in Wien und Innsbruck Geographie, Geschichte und Latein. Von 1919 bis 1923 unterrichtete er am Privatgymnasium in Katzelsdorf Geographie und Geschichte. Nach Ende des Ersten Weltkriegs und der Eingliederung des Burgenlandes in Österreich kam er 1924 nach Pinkafeld im Burgenland, wo er von 1925 bis 1938 Lehrer an der Bürgerschule für Geographie, Geschichte und Latein war.
In Pinkafeld lernte er seine spätere Frau kennen, die ihn auch bei seiner Arbeit, insbesondere bei der Archivierung, unterstützte. Er wurde Konservator des Bundesdenkmalamtes für das südliche Burgenland, erforschte Herrschafts- und Gemeindearchive und leitete archäologische Grabungen. Von 1936 bis 1938, in der Zeit des Austrofaschismus, war er Bürgermeister von Pinkafeld. 1937 erreichte er, nahezu im Alleingang, die Erhebung von Pinkafeld zur Stadt.
Unmittelbar nach dem Anschluss Österreichs an das deutsche Reich und der Aufteilung des Burgenlandes wurde er 1938 aus seinen Ämtern entlassen und an das Filialarchiv des Gaues Niederdonau in Eisenstadt versetzt. 1945, nach Ende des Zweiten Weltkrieges, wurde er Leiter des Archiv- und Bibliothekswesens des burgenländischen Landesarchivs. Am 31. Dezember 1957 trat er in den Ruhestand. Homma war außerdem Mitglied bei den Kommissionen für den Historischen Atlas der Österreichischen Alpenländer, der Kommission zur Errichtung des Museums der 1. und 2. Republik, der Burgen- und Weistümerkommission an der Österreichischen Akademie der Wissenschaften, des historisch-statistischen Unternehmens „Austria-Sacra“, des Radiobeirates bei der Burgenländischen Landesregierung, des Volksbildungswerkes für das Burgenland und Mitherausgeber der Zeitschrift „Biblos“, des „Burgenfreundes“ (Basel), der „Bibliographie international de inventaires d‘archives imprimes“ (Paris), und schließlich korrespondierendes Mitglied der Südostdeutschen Historischen Kommission (München).
Josef Karl Homma starb 1966 in Eisenstadt und wurde in Pinkafeld beigesetzt.

## Wirken als Archivar und Autor
Als Landesarchivdirektor begründete Homma die Schriftreihen „Allgemeine Landestopographie“ (geografische Landeskunde, Volkskunde, Sprach- und Namenkunde), „Allgemeine Landesbibliographie“ (das Burgenland betreffende Literatur) und „Burgenländischen Forschungen“ (historische Landeskunde) des burgenländischen Landesarchivs. Er archivierte unter anderem die burgenländischen Familien- und Herrschaftsarchive, die sich im burgenländischen Landesarchiv befinden.
Bereits vor 1938 erschienen von ihm erste historische Abhandlungen. Verstärkt begann Homma nach 1945 seine publizistische Tätigkeit. Bis zu seinem Tode verfasste er noch zahlreiche Schriften über die Geschichte burgenländischer Gemeinden und leistete damit einen wichtigen Beitrag zur historischen Erforschung des Burgenlandes. Seine Spezialdisziplinen waren Siedlungs- und Herrschaftsgeschichte und fast alle Sparten der historischen Landeskunde.
Homma verfasste den historischen Roman Der Kampf ums Recht, der 1933 veröffentlicht wurde und um das Jahr 1700 spielt. Homma thematisierte darin einen Konflikt zwischen der adligen Grundherrschaft unter Sigismund I. Batthyány und dem privilegierten Markt Pinkafeld (siehe Geschichte Pinkafelds), Macht- und Intrigenspiele in der ausklingenden Zeit des Feudalismus. Der Roman wurde mehrmals als Schauspiel aufgeführt, unter anderem 2001 in der von Christian Putz dramatisierten Fassung im Rahmen der Burgspiele Güssing unter der Leitung des Regisseurs Frank Hoffmann.

## Auszeichnungen
1932 erhielt er die „Goldene Medaille“ für Verdienste um die Republik Österreich. 1961 wurde Homma als einer der Ersten mit dem „Großen Ehrenzeichen für Verdienste um das Bundesland Burgenland“ ausgezeichnet. 1966 erhielt er posthum den Ehrenring und damit die Ehrenbürgerschaft der Stadtgemeinde Pinkafeld. Pinkafeld hat eine Straße in seinem Ortsgebiet nach Homma benannt, die Josef-Karl-Homma-Straße.

## Publikationen
- Der Kampf ums Recht. Historischer Roman aus dem Südburgenland, Verlag Buchdruckerei Oberwart, Oberwart im Burgenland 1933, DNB 573833176.
- Burgenländisches Landesarchiv: Zur Herrschaftsgeschichte des Südburgenlandes (= Burgenländische Forschungen, Heft 1), Ferdinant Berger, Horn, Wien 1947, DNB 363862145.
- Burgenland. Erläuterungen zum historischen Atlas der österreichischen Alpenländer (Abt. 2. Die Kirchen- und Grafschaftskarte Teil 3), Holzhausen, Wien 1951, DNB 451155149
- Die Seelsorgestationen der apostolischen Administratur Burgenland (= Quellen- und Literaturkunde zur österreichischen Kirchengeschichte. Lfg. 5). Herder, Wien 1960.
- Burgenlands Burgen und Schlösser, Kastelle, Ruinen, Wehrtürme, Wehrkirchen, Ortsbefestigungen, Hausberge, Fluchtburgen, Birken, Wien 1961, DNB 573833168.
- Der Wandel in der Bevölkerungszahl sowie in der nationalen und konfessionellen Bevölkerungsstruktur des heutigen Südburgenlandes in der Zeit von der Durchführung der kanonischen Visitation des Stefan Kazó (1697/98) bis zur österreichischen Volkszählung 1961 (= Gedenkschrift für Harold Steinacker, Buchreihe der Südostdeutschen Historischen Kommission, Band 16), Oldenbourg, München, 1966.
- Homma, Prickler, Seedoch: Geschichte der Stadt Pinkafeld, Pinkafeld, 1987